# Miss Freckles
Miss Freckles è un cortometraggio muto del 1915 diretto da Charles Ashley (con il nome Charles E. Ashley) che ha come protagonista, nel ruolo del titolo, Ruth Stonehouse, affiancata da Marian Skinner e Frank Dayton.

## Produzione
Il film fu prodotto dalla Essanay Film Manufacturing Company.

## Distribuzione
Distribuito dalla General Film Company, il film - un cortometraggio in due bobine - uscì nelle sale cinematografiche statunitensi il 26 ottobre 1915. Viene citato in Moving Picture World del 30 ottobre 1915.